# 松本真一 (政治家)

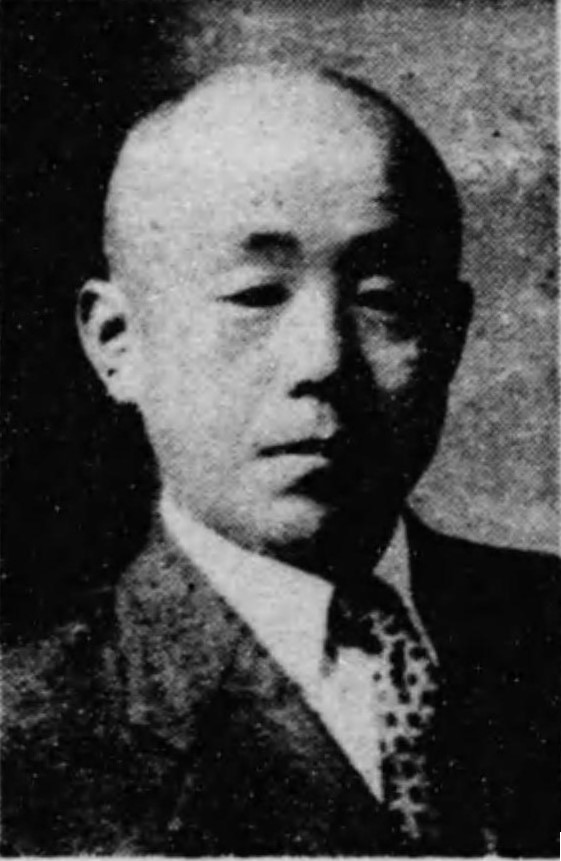
松本真一

松本 真一（眞一、まつもと しんいち、1892年（明治25年）11月20日 – 1977年（昭和52年）8月8日）は、大正から昭和期の実業家、政治家。衆議院議員。

## 経歴
静岡県で松本鋭市郎の長男として生まれる。4歳となり父の郷里和歌山県日高郡龍神村（現田辺市）に転居した。苦学し錦城中学校（現錦城学園高等学校）、第七高等学校造士館を経て、1920年（大正9年）東京帝国大学法学部政治学科を卒業した。
1920年7月、台湾銀行に入行した。1926年（大正15年）7月、和歌山商工会議所書記長に転じ、1931年（昭和6年）5月まで在任した。その後、紀南新聞社長、熊野太陽社長に就任した。
1932年（昭和7年）8月、補欠選挙で和歌山県会議員に当選し、1935年（昭和10年）10月に再選され1939年（昭和14年）10月に任期満了となった。この間、参事会員を務め、県会議員に連続2期・7年2ヵ月在任した。その後、中国に渡航し1944年（昭和19年）に帰国した。
1947年（昭和22年）4月、第23回衆議院議員総選挙で和歌山県第2区から日本社会党公認で出馬して当選し、次の第24回総選挙には出馬せず、衆議院議員に1期在任した。この間、社会革新党に所属を変更した。
1949年（昭和24年）3月、和歌山県公安委員会委員に就任し、1956年（昭和31年）12月まで在任。この間、2度同委員長を務めた。その他、和歌山県政史編さん委員、紀伊水産工業代表取締役社長、日本建業代表取締役、大阪土地建物監査役などを務めた。
また、多額の私財を提供して1961年（昭和36年）財団法人「寒川・戸田奨学会」を設立し、母子家庭から高等教育進学への援助を行った。

## 著作
- 『紀伊偉材第一線に立てる人々』青年日本社ほか、1926年。
- 『血笑記』日本評論社出版部、1920年。

## 脚註
1. 1 2 3 4 5 6 7 8 9 10 11 12 13 14  『和歌山県議会歴代議員名鑑』372-373頁。
2. 1 2 3 4 5 6  『議会制度百年史 - 衆議院議員名鑑』607頁。
3. 1 2 3 4 5 6 7 8 9 10 11 12 13 14  『和歌山県史 人物』444頁。
4. ↑  『国政選挙総覧 1947-2016』284頁。